# Língua mandan
Mandan (Mandan: Nų́ų́ʔetaa íroo) é uma língua Sioux extinta do Dakota do Norte, Estados Unidos.

## Classificação
Inicialmente, pensou-se que Mandan estava intimamente relacionado com a Hidatsa e Crow. No entanto, desde que os falantes de Mandan tiveram contatos com falantes de Hidatsa e Crow por muitos anos, a relação exata hoje entre Mandan e outras línguas Sioux (incluindo Hidatsa e Crow) foi obscurecida e atualmente é indeterminada. Assim, Mandan é mais frequentemente considerado como um ramo separado da família Sioux.
Mandan tem dois dialeto s principais: Nuptare e Nuetare.
Apenas a variedade Nuptare sobreviveu até o século XX e todos os falantes eram bilíngües em Hidatsa. Em 1999, havia apenas seis falantes fluentes de Mandan ainda vivos. Edwin Benson, o último falante Mandan fluente sobrevivente, morreu em 2016.
A língua recebeu muita atenção dos americanos brancos por causa da cor da pele supostamente mais clara do povo Mandan, que eles especularam ser devido a uma origem européia. Na década de 1830 o príncipe Maximilian zu Wied-Neuwied passou mais tempo gravando Mandan sobre todas as outras línguas Siouan e preparou uma lista de comparação de palavras Mandan e a língua galesa (ele pensou que o Mandan poderia ter relações com o  Galês). A ideia de uma conexão Mandan / Galês também foi apoiada por George Catlin.
A obra de Will e Spinden relata que os “homens de medicina” Mandan tinham sua própria linguagem secreta.

## Uso e revitalização
Em 2009, há apenas um falante fluente de Mandan, dr. Edwin Benson (1931-2016). A língua está sendo ensinada num programa de uma escola local, para que encoraje seu uso.
Mandan é ensinado no “Fort Berthold Community College” junto com Hidatsa e Arikara s. O linguista Mauricio Mixco, da Universidade de Utah, tem estado envolvido no trabalho de campo com os falantes remanescentes desde 1993. A partir de 2007, materiais extensos na língua Mandan no “North Dakota Heritage Center]”, em Bismarck (Dacota do Norte), continuam a ser processados, segundo os linguistas.

## Fonologia
Mandan tem as seguintes consoantes:
|           | Labial | Alveolar | Post-alveolar | Velar | Glotal |
| --------- | ------ | -------- | ------------- | ----- | ------ |
| Oclusiva  | p      | t        |               | k     | ʔ      |
| Fricativa |        | s        | ʃ             | x     | h      |
| Nasal     | [m]    | [n]      |               |       |        |
| Sonorante | w      | r        |               |       |        |

/w/ e /r/ se tornaram [m] e [n] antes de vogais nasais e /r/ é [ⁿd] no início de palavras.
|              | Anterior | Anterior | Anterior | Anterior | Central | Central | Central | Central | Posterior | Posterior | Posterior | Posterior |
| Oral         | Oral     | Nasal    | Nasal    | Oral     | Oral    | Nasal   | Nasal   | Oral    | Oral      | Nasal     | Nasal     |           |
| Extensão     | longa    | curta    | longa    | curta    | longa   | curta   | longa   | curta   | longa     | curta     | longa     |           |
| ------------ | -------- | -------- | -------- | -------- | ------- | ------- | ------- | ------- | --------- | --------- | --------- | --------- |
| Fechada      | i        | iː       | ĩ        | ĩː       |         |         |         |         | u         | uː        | ũ         | ũː        |
| Meio fechada | e        | eː       |          |          |         |         |         |         | o         | oː        |           |           |
| Aberta       |          |          |          |          | a       | aː      | ã       | ãː      |           |           |           |           |

## Morfologia
Mandan é uma linguagem Sujeito-Objeto-Verbo.
Mandan tem um sistema de acordo de alocação e formas gramaticais diferentes podem ser usadas dependendo do gênero do destinatário. Perguntas feitas aos homens devem usar o sufixo  -oʔsha:  o sufixo  -oʔną  é usado para perguntar às mulheres. Da mesma forma, o sufixo indicativo é  -oʔsh  para dirigir-se aos homens,  o're  para tratar das mulheres. O mesmo vale para o modo imperativo:  -ta  (masculino),  -ną  (feminino).
Os verbos Mandan incluem um conjunto de verbos posturais, que codificam as formas do sujeito do verbo:
| wérex                                | ną́koʔsh         |
| wérex                                | ną́k-oʔsh        |
| panela                               | sentar-presente |
| 'Uma panela estava ali (“sentada”).' |                 |

| mį́ʔtixteną                     | téroomąkoʔsh            |
| mį́ʔti-xte-ną                   | té-roomąkoʔsh           |
| aldeia-grande-empático         | stand-narrativo.passado |
| 'Ali havia uma grande aldeia.' |                         |

| mą́ątah              | mą́komąkoʔsh             |
| mą́ątah              | mą́k-omąkoʔsh            |
| rio                 | estar-narrativa.passado |
| 'O rio ali estava.' |                         |

As traduções para o português são "Uma panela estava ali", "Uma grande aldeia estava lá" ou "O rio estava lá". Isso reflete o fato de que a categorização postural é requerida em tais declarações locativas Mandan.

## Vocabulário
Mandan, como muitas outras línguas indígenas norte-americanas, tem elementos de simbolismo sonoro em seu vocabulário. Um som  / s / denota frequentemente pequenez / menos intensidade,  / ʃ / denota medium-ness,  / x / denota grandeza / maior intensidade:
- síire "amarelo"
- shíire "fulvo"
- xíire "marrom"
- seró "tinido"
- xeró "chocalho"

Compare os exemplos semelhantes em língua Lakhota.